# Antonio Bellucci
Pour les articles homonymes, voir Bellucci.
Antonio Bellucci ou Antonio Belluzzi (Pieve di Soligo, 19 février 1654 - 1726) est un graveur et un peintre italien baroque de la période rococo à la fin du XVIIe siècle et au début du XVIIIe siècle.

## Biographie
Antonio Bellucci s'est d'abord formé avec Domenico Difnico à Sibenik dans la colonie vénitienne de Dalmatie (qui fait maintenant partie de la Croatie).
En 1675, il a travaillé à Venise, (peinture de San Lorenzo Giustiniani priant pour la délivrance de la ville de la peste de 1447 (v. 1691) de l'église de San Pietro di Castello).
En 1692, il a réalisé quatre retables représentant divers saints pour l'église de Klosterneuburg.
De 1695-1700 et de 1702-1704, il est présent à Vienne et travaille au service de Joseph Ier et Charles VI. Par la suite, il travaille à Düsseldorf (1705-1716) et à Londres (1716-1722).
Son fils Giovanni Battista (1684-1760) a été aussi peintre.
Antonio Balestra a été un de ses élèves.

## Œuvres
- Autoportrait, vers 1684, Ashmolean Museum, Oxford, Angleterre.
- Portrait d'un Procurateur de Saint-Marc, vers 1685, Salle Brustolon, Ca' Rezzonico Venise
- L'enlèvement d'Europe, Salle Brustolon, Ca' Rezzonico Venise
- Hercules et Omphale, vers 1698, Salle Lazzarini, Ca' Rezzonico Venise
- L'Amour jaloux de la Fidélité, vers 1705-1710, Musée des beaux-arts de Bordeaux[2]
- Saint Laurent priant pour la fin de la peste (1691), église San Pietro di Castello, Venise.
- Fresques (1705), Palazzo Storm, Bassano del Grappa.
- Triomphe d'Hercule, Palais Liechtenstein, Vienne, Autriche.
- Ascension de Jésus-Christ, Nativité et Déposition, trois œuvres dans l'église Saint-Michel et tous les Anges, Great Witley, Worcestershire, Angleterre.

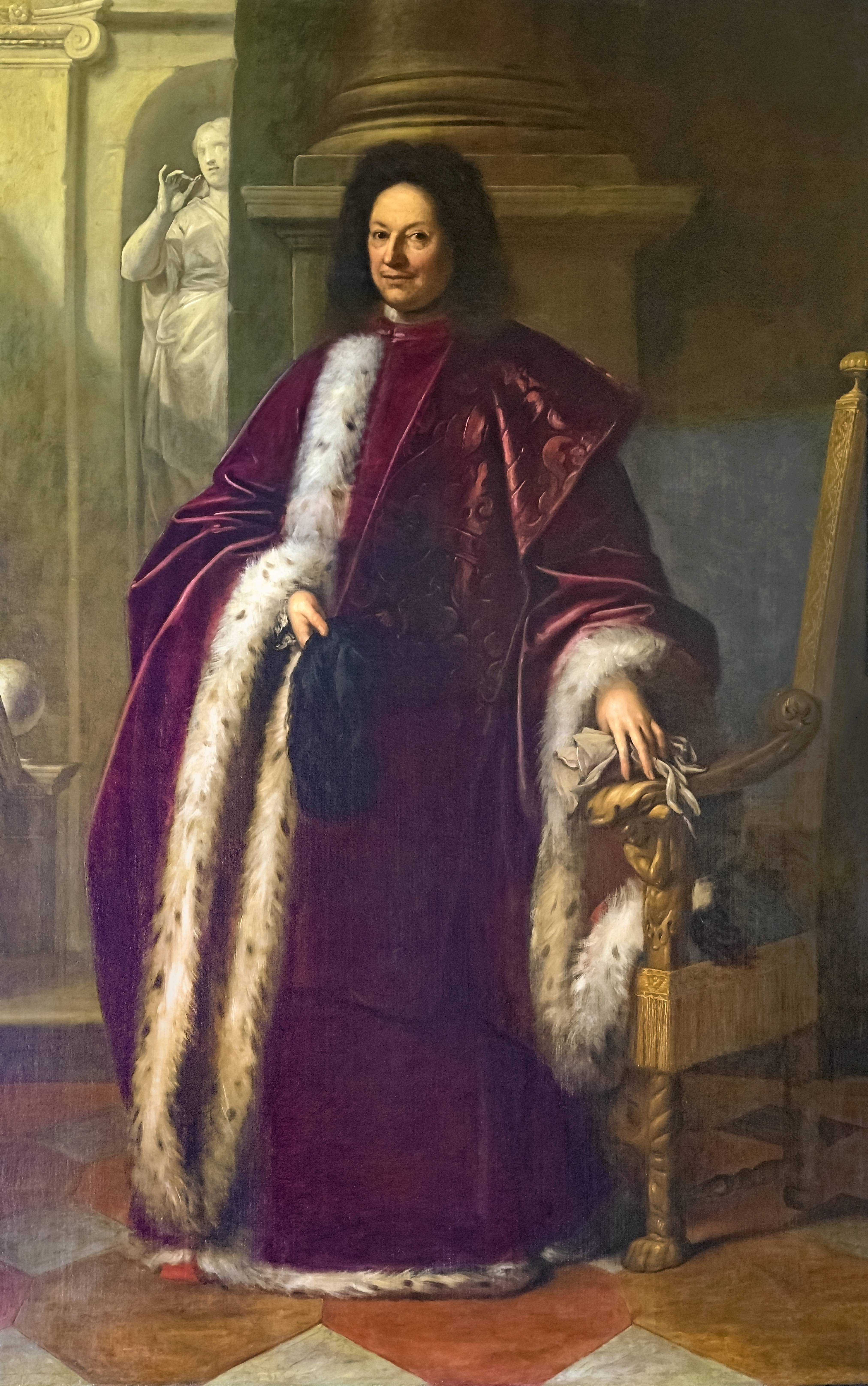
Portrait d'un Procurateur, Ca' Rezzonico, Venise
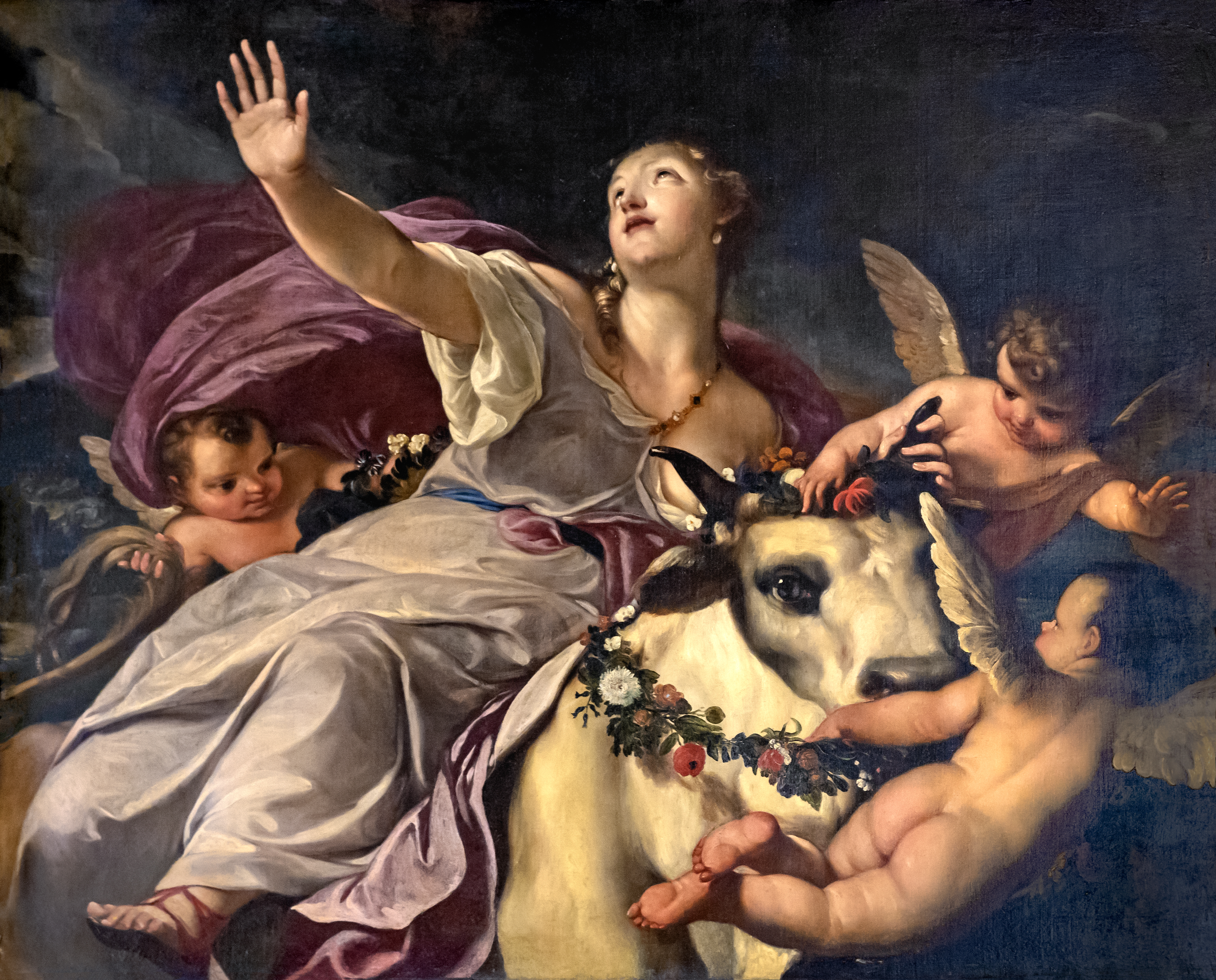
L'enlèvement d'Europe,  Ca' Rezzonico, Venise
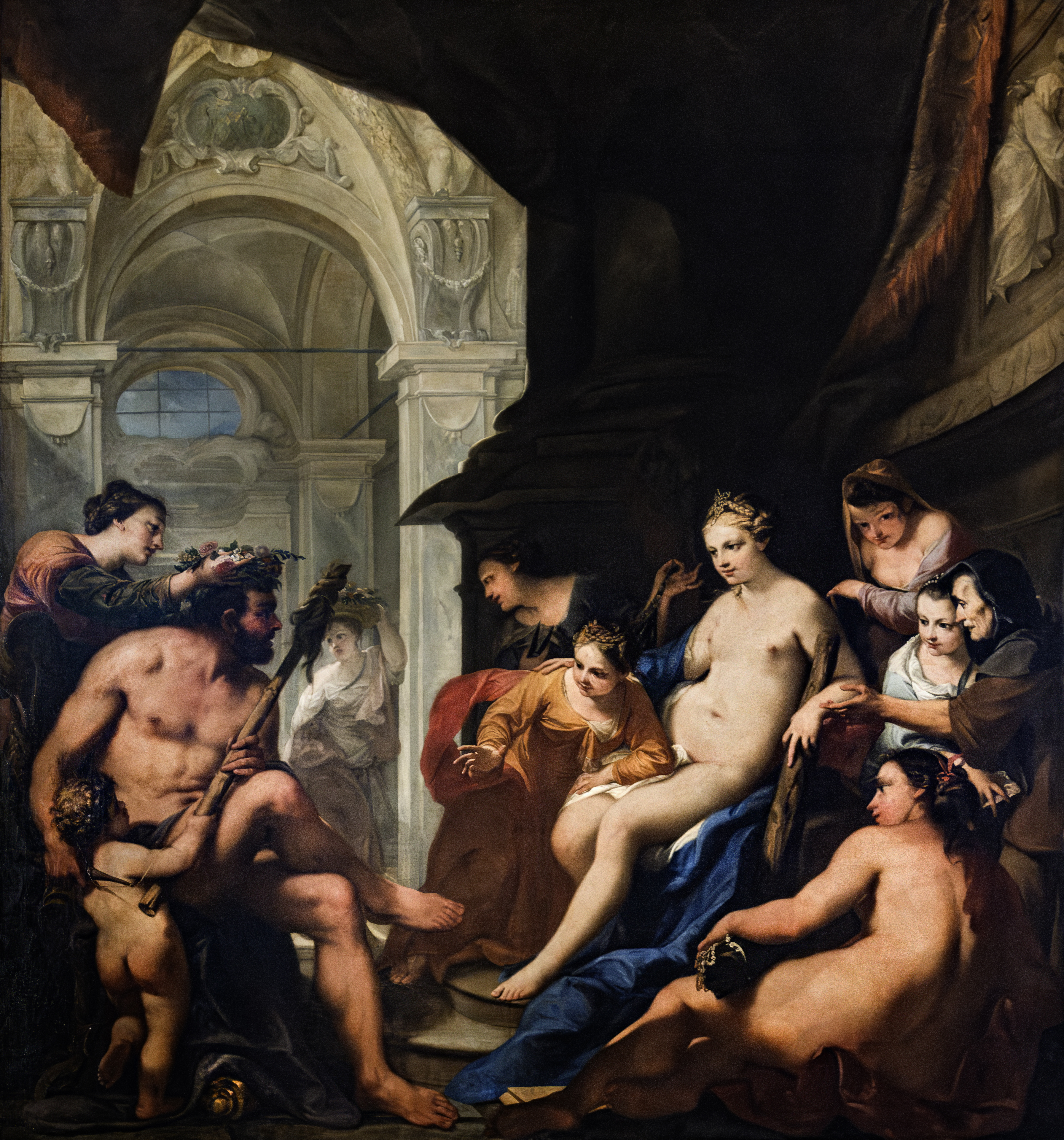
Hercules et Omphale Ca' Rezzonico, Venise
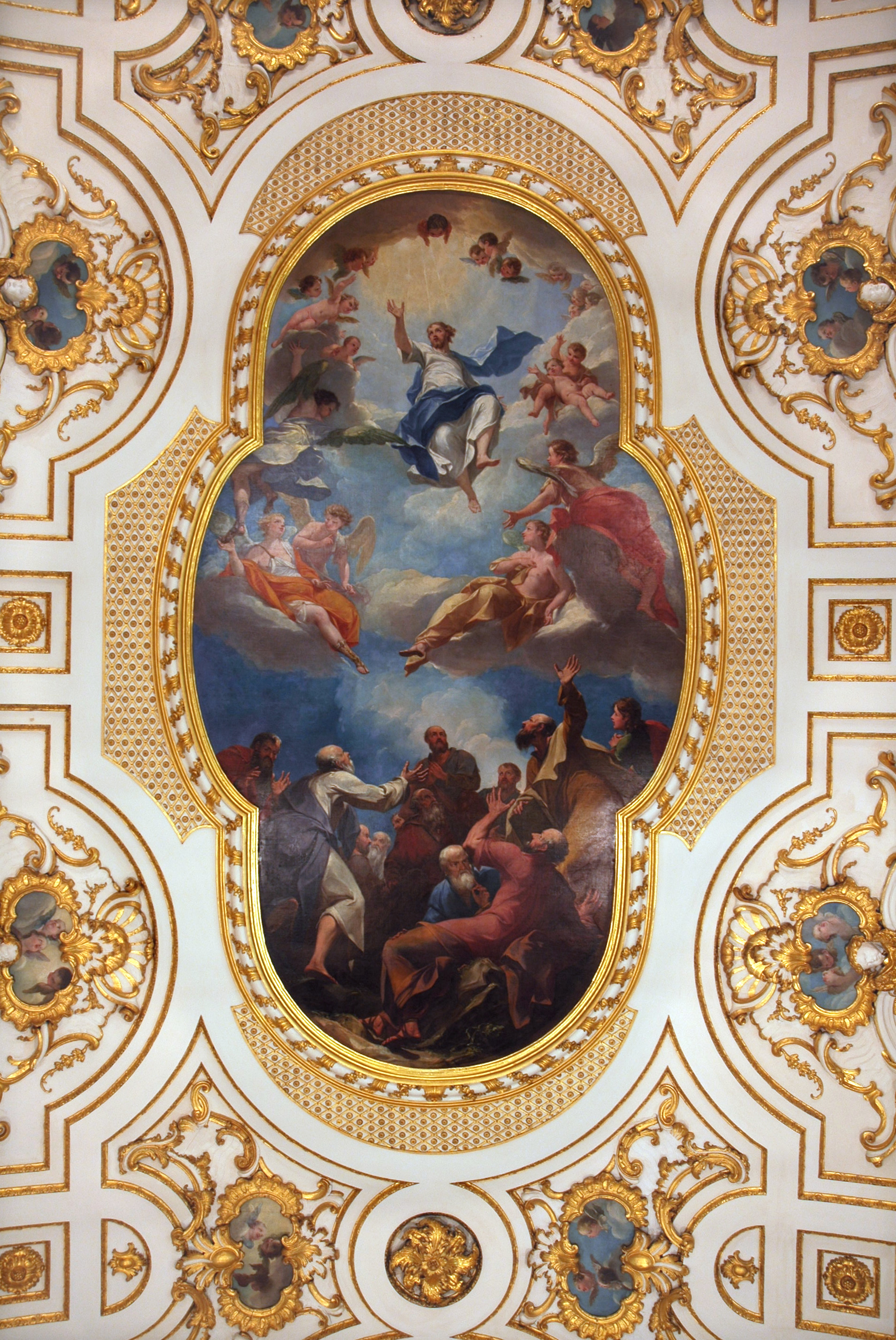
Ascension de Jesus Christ, Great Witley Church, Worcestershire, Angleterre